# نبيل فاروق
نبيل فاروق (9 فبراير 1956 - 9 ديسمبر 2020)، كاتب مصري معروف اِشتهر بالأدب البوليسي والخيال العلمي. صدرت له مجموعة كبيرة من القصص عن المؤسسة العربية الحديثة في شكل كتب جيب. قدّم عدة سلاسل قصصية من أشهرها ملف المستقبل، ورجل المستحيل، وكوكتيل 2000. لاقت قصصه نجاحا كبيرًا في العالم العربي، خاصة عند الشباب والمراهقين.

## نشأته
ولد نبيل فاروق رمضان بيومي في 9 فبراير من عام 1956م في مدينة طنطا المصرية، حيث نشأ في عائلة متوسطة الحال. بعد حصوله على شهادة الثانوية العامة اِلتحق بكلية الطب في طنطا وتخرج منها بدرجة بكالوريوس في الطب والجراحة عام 1980م. في 2 مارس 1982م، اِنتقل إلى قنا في دورة تدريبة لمدة شهرين، وبعد نجاحه في الامتحان الإداري انتقل ليبدأ عمله كطبيب في بلدة أبو دياب. في عام 1985م، اقترن الدكتور نبيل فاروق بالدكتورة «ميرفت راغب»، وأنجب منها أولاده الثلاثة: «شريف» و«ريهام» و«نورهان». بعد نجاح سلسلتي رجل المستحيل وملف المستقبل، اعتزل الدكتور نبيل فاروق مهنة الطب ليتفرغ كليًا للكتابة كمهنته الرئيسية، وانتقل للعيش في منشية البكري بمحافظة القاهرة في أغسطس عام 1990م.
أحبَّ نبيل فاروق رياضة تنس الطاولة، كما كان يشاهد الكثير من الأفلام السينمائية العربية والأجنبية، مفضلاً أفلام الخيال العلمي الراقية وتلك التي تحمل نظرة فلسفية خاصة أو نظرة اجتماعية صادقة. اكتسب نبيل فاروق العديد من الأصدقاء والعلاقات، سواء في إدارة المخابرات المصرية أو غيرها من المؤسسات الحكومية والطبية والعلمية والأدبية.

## عالم الكتابة
بدأ نبيل فاروق اهتمامه بالقراءة منذ طفولته، حيث كان يقرأ كثيرًا، وكان والده يشجعه على ذلك. بدأ محاولات الكتابة في المدرسة الإعدادية. وانضم إلى جماعة الصحافة والتصوير والتمثيل المسرحي في المدرسة الثانوية. قبل تخرجه من كلية الطب بعام واحد حصل على جائزة من قصر ثقافة طنطا عن قصة «النبوءة»، وذلك في عام 1979م، والتي أصبحت فيما بعد القصة الأولى في سلسلة كوكتيل 2000.
بداية التحول الجذري في مسيرة نبيل فاروق الأدبية كانت في عام 1984م عندما اشترك بمسابقة لدى المؤسسة العربية الحديثة بجمهورية مصر العربية وفاز بجائزتها عن قصته أشعة الموت والتي نشرت في العام التالي كأول عدد من سلسلة ملف المستقبل.
في تلك الفترة أيضًا، كانت علاقة نبيل فاروق بإدارة المخابرات المصرية قد توطدت بشكل ما، ممّا سمح له بمقابلة ضابط مخابرات مصري، استوحى واقتبس منه شخصية أدهم صبري في سلسلة رجل المستحيل التي عرفت نجاحًا كبيرا في العالم العربي.
في شهر أكتوبر من عام 1998، فاز الدكتور نبيل فاروق بالجائزة الأولى في مهرجان ذكرى حرب أكتوبر عن قصة «جاسوس سيناء: أصغر جاسوس في العالم». وفي فترةٍ لاحقة، قام قسم دراسات الشرق الأوسط في جامعة فرجينيا الأمريكية بإنشاء موقع خاص للدكتور نبيل فاروق.
كتب نبيل فاروق صفحتين بشكل شهرى بمجلة الشباب القومية (مملوكة لمؤسسة الأهرام الصحفية الحكومية) لأكثر من 10 سنوات كما كتب بشكل أسبوعي بجريدة الدستور (المصرية-مستقلة-ليبرالية) الإصدار الثاني، على الرغم أنه كان مادة للنقد الممتزج نوعا بالسخرية بأحد أعداد جريدة الدستور الإصدار الأول في حقبة تسعينيات القرن العشرين.
كانت له مشاركات مثيرة للاهتمام في أكثر من مجلة ودورية عربية، منها مجلة «الأسرة العصرية» ومجلة (الشباب) وملحق (صبيان وبنات) الذي يصدر مع صحيفة «أخبار اليوم»، ومجلة باسم. تنوعت هذه المشاركات ما بين الحلقات المسلسلة لخفايا عالم المخابرات وقصصه الحقيقية، وصولاً إلى المقالات العلمية بشتى مجالاتها.

## قصصه
صدر له ضمن المؤسسة العربية الحديثة:
- سلسلة رجل المستحيل، 160 عدد (آخرها «الوداع» 160).
- سلسلة ملف المستقبل، 160 عدد (آخرها «نهاية العالم» 160).
- سلسلة الأعداد الخاصة، 33 عدد (آخرها «بالأبيض والأسود»).
- سلسلة (ع × 2)، 57 عدد (آخرها «قضية الدقائق الأخيرة» 57).
- سلسلة (زهور)، صدر له فيها 30 عدد.
- سلسلة كوكتيل 2000، 51 عدد (آخرها «صدمة» 51).
- سلسلة زووم، 11 عدد (آخرها «لغز كرة الثلج» 11).
- سلسلة فارس الأندلس، 10 أعداد (آخرها «سر الأمير» 10).
- سلسلة روايات عالمية للجيب، صدر له فيها 6 أعداد.
- أرزاق رواية اجتماعية من 4 أجزاء.
- سلسلة (أوسكار)، شارك في إصدار العدد الأول منها (لعنة التابوت).
- سلسة سيف العدالة، 6 أعداد (آخرها عدد «فوق القمة» 6).
- سلسلة بانوراما، 7 أعداد (آخرها عدد «التائه» 7).
- سلسلة حرب الجواسيس، 11 عدد (آخرها «المنشق» 11).
- سلسلة (الأعداد الخاصة - حرب الجواسيس) 6 أعداد.
- إضافة إلى مشاركته في سلسلة فلاش باب «شيء من العلم»، وبعض السلاسل للناشئة مثل: (مغامرات كتاكيتو)، والعميل (صفر صفر صفر) وغيرها.

خارج المؤسسة العربية الحديثة:
- سلسلة المتخصصون 3 أعداد عن دار ليلى.
- سلسله مسرح الجريمة 2 عددان.
- كتاب «ويأتي الغد».
- رواية (ظل الأرض) عن دار ليلى.
- سلسلة «قصص مجانين» وأصدر منها سلسلة كاملة وكانت قصة ساخرة.
- كتاب بعنوان ليه لأ؟
- رواية «الثورة» عن دار ليلى.
- شارك في كتاب 7 وجوه للحب عن دار ليلى.
- كتاب رجل المستحيل وأنا، عن دار ليلى.
- المسلسل الإذاعي رجل المستحيل العملية شبل.
- مسلسل العميل 1001.

## وفاته
توفي في يوم الأربعاء 9 ديسمبر 2020 إثر أزمة قلبية مفاجئة، وشيع جثمانه بعد صلاة الظهر في اليوم التالي بجامع طلعت مصطفى بحي الرحاب ودفن في مدينة القاهرة.

## وصلة خارجية
لا توجد روابط لمواقع التواصل الاجتماعي.

- نبيل فاروق على موقع أرشيف الشارخ.
- نبيل فاروق على قاعدة بيانات الأفلام العربية.
- موقع روايات